# Émérencienne
Émérencienne est un prénom féminin, dérivé du prénom féminin Émérance.

## Occurrence
Il est porté par trois naissances sur mille en 1900 et 1907 pour enfant de sexe féminin selon l'état civil français.

## Étymologie
Prénom d'origine germanique plus précisément d'origine franque qui vient d'« ernst » signifiant en francisque « qui mérite » ou encore du latin « emerere » qui signifie aussi « mérité »

## Variation linguistique

### Forme étrangère
- Emerere en latin
- Emerita en italien

## Fête et saint patron
- Sainte Émancéenne fêté le 23 janvier du calendrier grégorienne est sainte catholique sœur de lait de sainte Agnès vénérée par l'Institut Notre-Dame de Vie à Venasque dans le Vaucluse qui dépend du diocèse d'Avignon. Très populaire dans le Vaucluse et dans le Maine-et-Loire[3].
- Vénérable Claire-Émancéenne, en cours de béatification par le pape François, porteuse de trisomie 21[4].

## Personnes portant le prénom
- Emérence Ayinkamiye, femme politique et haut fonctionnaire rwandaise[5]

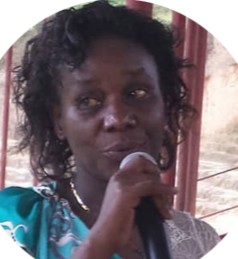
Emerance Ayinkamiye
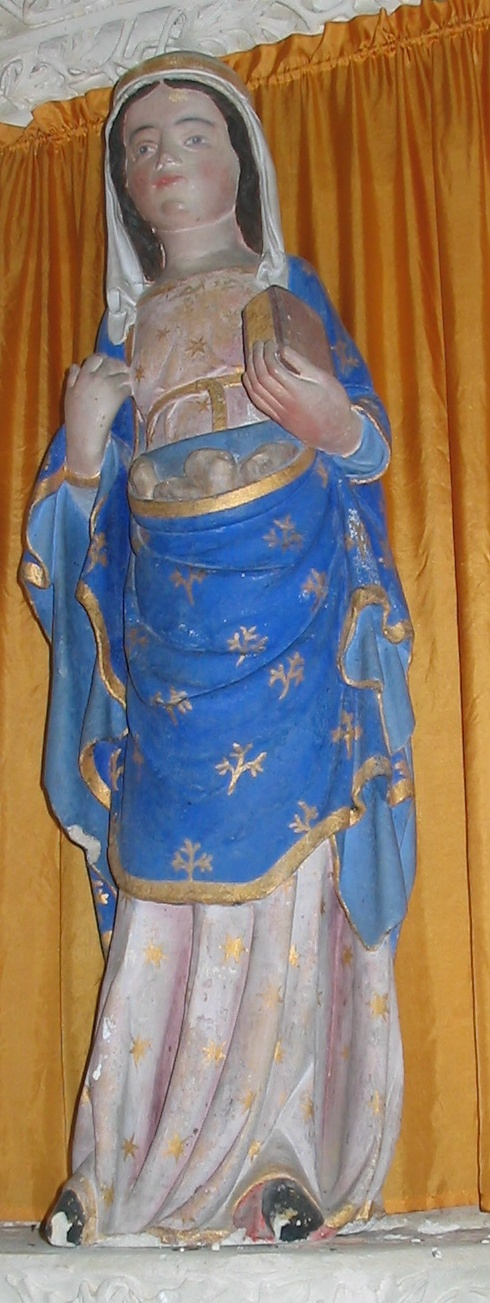
Sainte Emérentienne